# Ambulanza

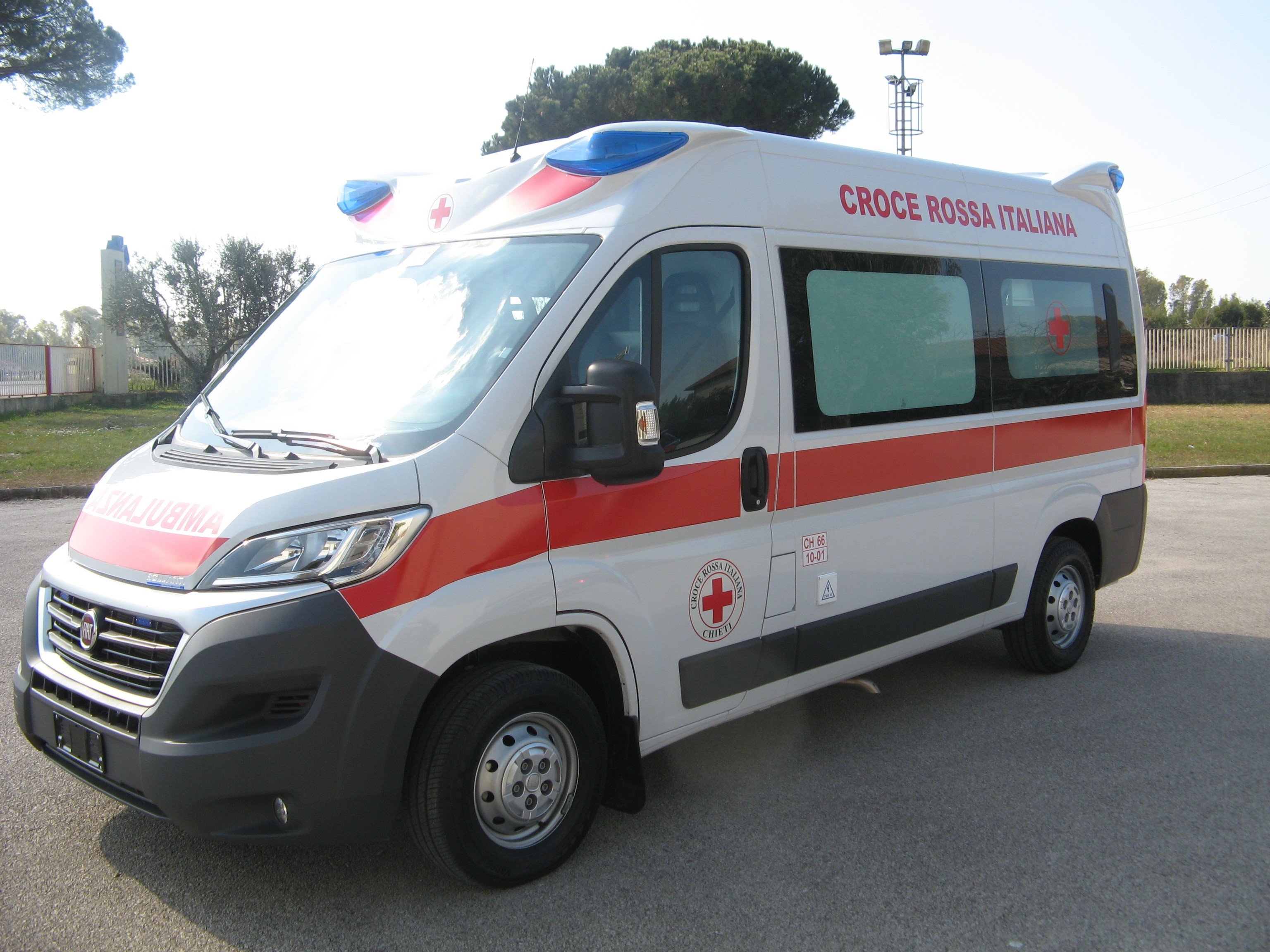
Un'ambulanza di ultima generazione realizzata su Fiat Ducato per la Croce Rossa Italiana

L'ambulanza, o più specificatamente autoambulanza, è un veicolo adibito al soccorso e al trasporto di feriti, ammalati, e infortunati. 
Nei secoli precedenti, il termine era utilizzato per i carri militari destinati al trasporto dei feriti, ma anche per indicare gli ospedali da campo o di fortuna, allestiti durante la battaglia.

## Storia

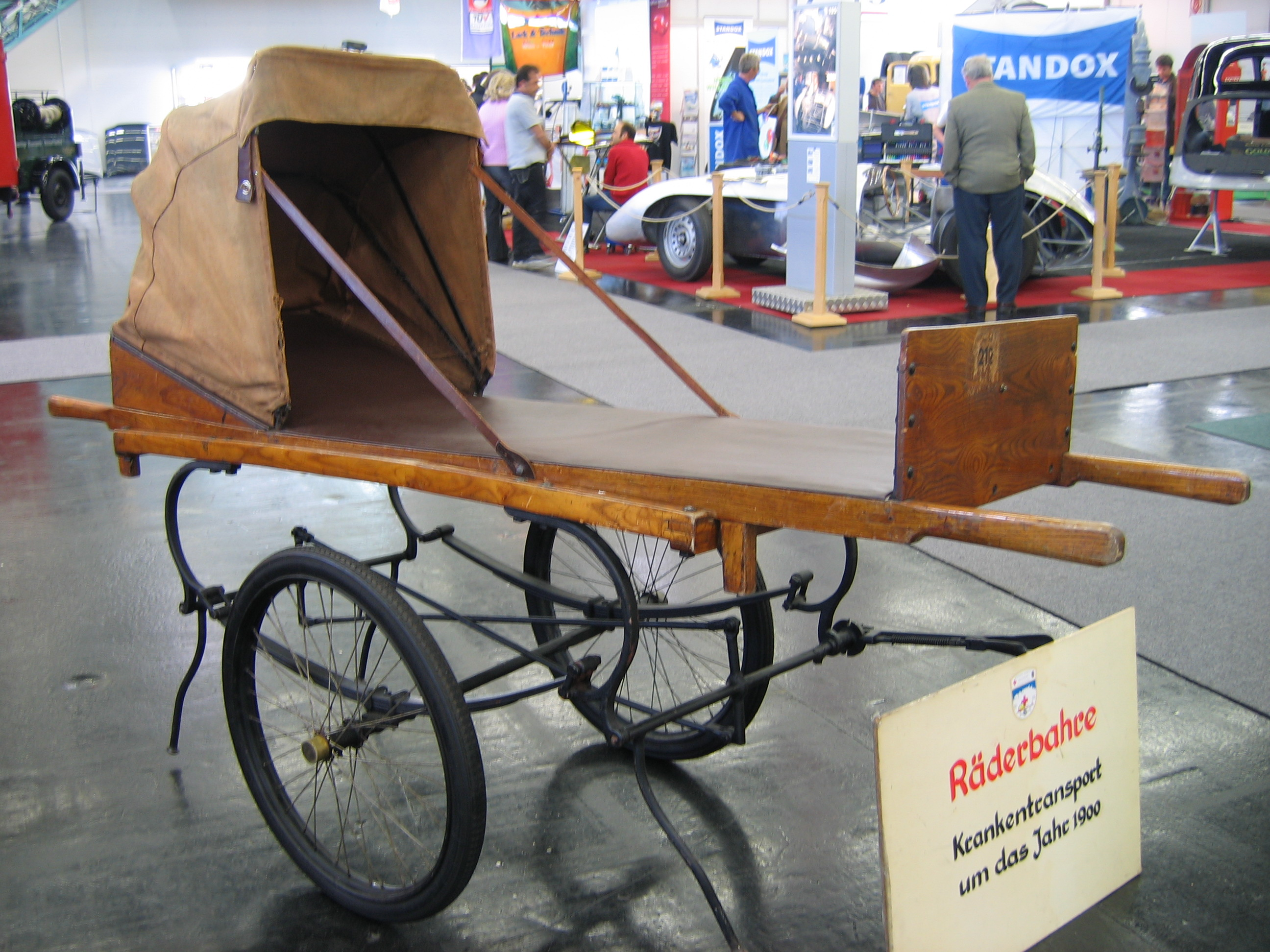
Carro trasporto feriti (1900)

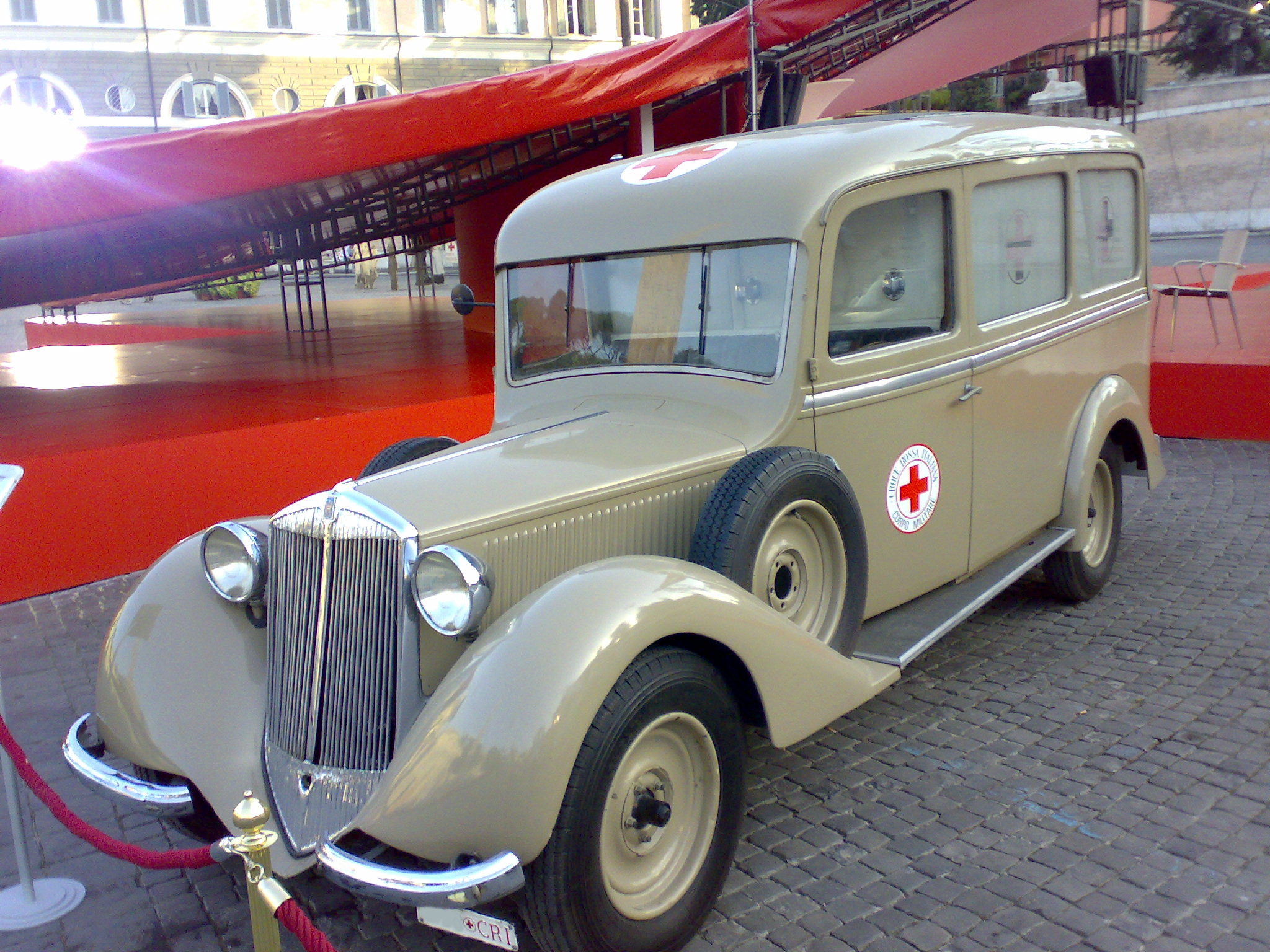
Una Bianchi S9 della Croce Rossa Militare

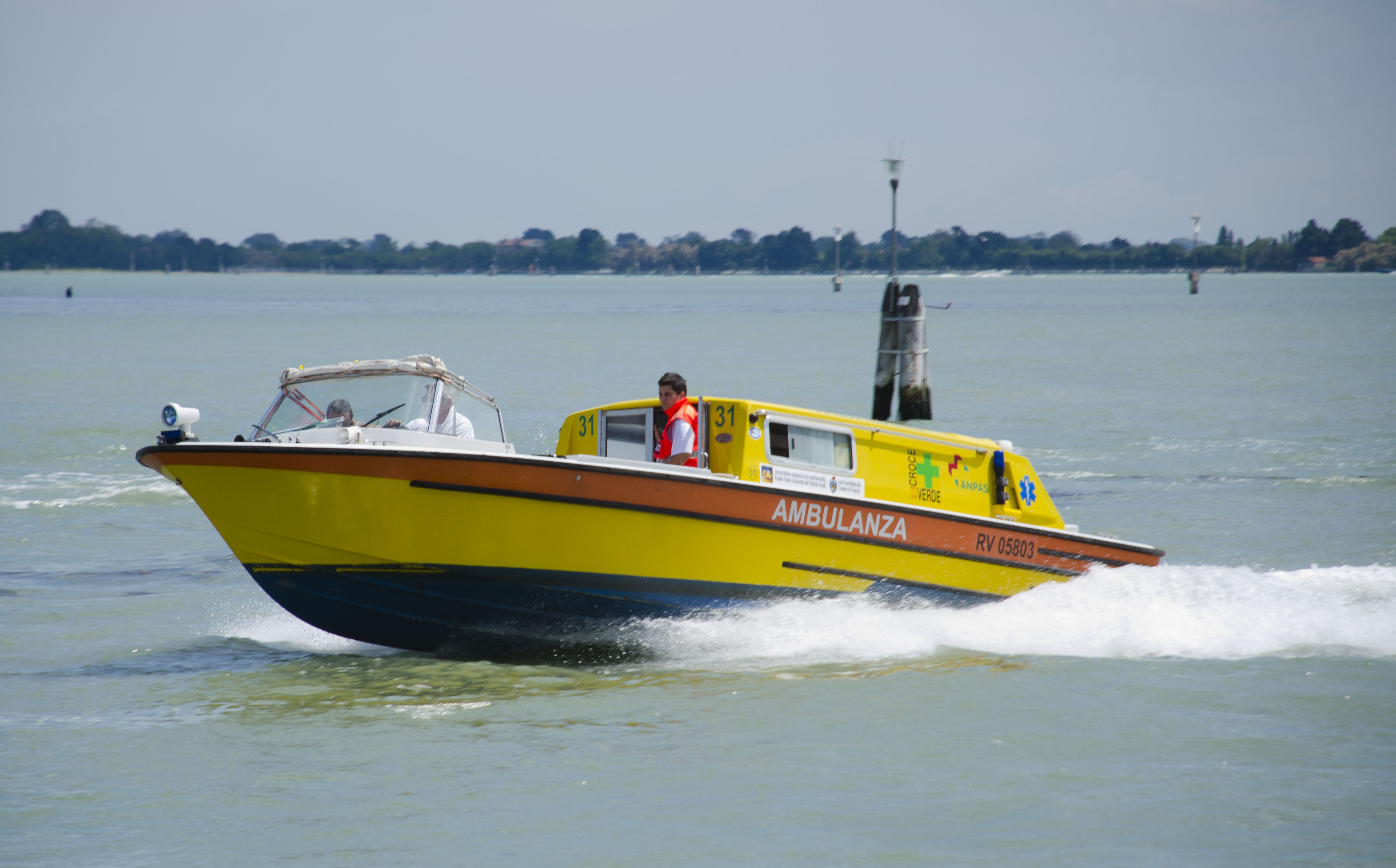
Idroambulanza a Venezia

Risalgono al IX secolo, sotto il regno dell'imperatore Leone VI il Saggio, le prime notizie storiche circa una speciale organizzazione militare, dedicata al trasporto e alla cura dei feriti, nell'esercito dell'Impero romano d'Oriente.
Nel 1124, durante la tentata invasione della Francia, da parte delle truppe germaniche al comando dell'imperatore Enrico V, venne formata una grande coalizione francese che mise a disposizione di Luigi VI di Francia un esercito imponente. È in questa formazione militare che si ha notizia di un reparto pensato per il soccorso ai feriti che comprendeva carri per il trasporto dal campo di battaglia e una serie di carriaggi attrezzati. Questi ultimi erano dotati di materiale per le medicazioni, acqua, vino e altri generi di conforto e venivano posizionati in cerchio, allo scopo di delimitare e proteggere un'area entro la quale si potessero apportare le cure del caso, in relativa tranquillità. Da quel sistema nacque il duplice significato di "ambulanza" per definire sia il carro da trasporto feriti, sia l'ospedale da campo, rimasto in uso fino all'inizio del XX secolo.
Nel XIII secolo, quando si diffusero le prime lettighe, trasportate a mano. Fu però il barone Dominique-Jean Larrey, chirurgo francese al seguito dell'armata napoleonica, ad introdurre il moderno concetto di ambulanza come mezzo adibito al trasporto dei feriti sui campi di battaglia.
L'evoluzione di questo tipo di veicoli procedette di pari passo con il perfezionamento del soccorso sanitario sui campi di battaglia della guerra di Crimea (1854-1856), durante la quale ogni paese cominciò a sviluppare tecniche di soccorso differenti. Il sistema che riscosse più successo fu quello che Florence Nightingale mise a punto per l'esercito inglese e che riconosceva che "un trasporto soddisfacente di ammalati e feriti è il primo requisito per salvare loro la vita". Tale fu la portata di questa innovazione che persino gli eserciti russo e il neonato statunitense lo presero a modello.
Fra le prime istituzioni a dotarsi di un'ambulanza a motore fu la Venerabile Arciconfraternita della Misericordia di Firenze che l'11 maggio del 1911 inaugurò il suo primo esemplare.
Lo sviluppo dei metodi di soccorso e dei veicoli adibiti all'uopo continuarono fino a una nuova "rivoluzione": durante gli anni della guerra del Vietnam, l'esercito statunitense contribuì ad un ulteriore sviluppo dei mezzi di soccorso, utilizzando in particolare l'elicottero di soccorso per evacuare i feriti da zone impervie e difficilmente raggiungibili in altra modalità.
Il 1 marzo 1982 a Firenze presso la Misericordia di Badia a Ripoli prende avvio il servizio di ambulanza con medico a bordo che successivamente ha visto successive evoluzioni, inclusa la costituzione delle auto con medico (automedica). 
Con lo sviluppo dei mezzi di soccorso, quindi, si è evoluta la nozione di veicolo adibito al trasporto feriti, fino a comprendere elicotteri, autobus e navi, come per esempio a Venezia, dove le ambulanze, di norma, sono imbarcazioni dette idroambulanze.

## Presidi e dotazioni sanitarie

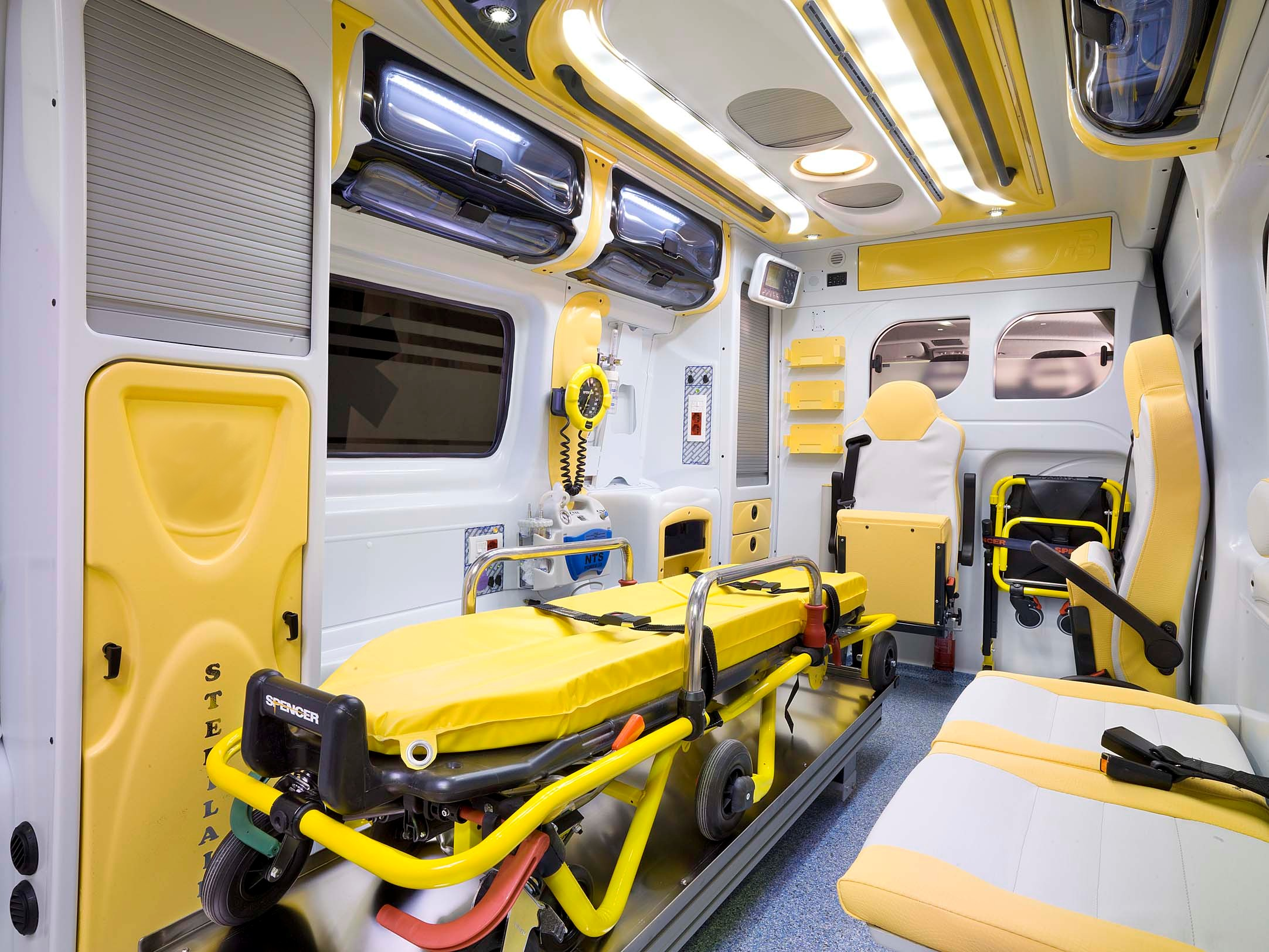
Vano sanitario di un mezzo di soccorso

Le dotazioni minime dei mezzi di soccorso sono stabilite sia dalla normativa dei vari Stati del mondo, ad esempio l'Unione europea ha stabilito una dotazione minima sia da Leggi nazionali e locali, e possono quindi variare ampiamente tra diverse realtà e tra le diverse tipologie di mezzo. Tuttavia, in generale, le principali dotazioni di bordo delle ambulanze di soccorso rispettano normative regionali e comprendono presidi medicali ed elettromedicali tra cui:
- materiale per medicazione e primo soccorso: cerotti, bende e garze sterili e non sterili, forbici, coperta isotermica, disinfettante, soluzione fisiologica e acqua ossigenata;
- kit di rianimazione: defibrillatore semiautomatico, aspiratore, forbice taglia-abiti, cannule oro-faringee e pallone autoespandibile (AMBU);
- materiale per l'ossigenoterapia: mascherine con reservoir e bombole, sia fisse sia portatili
- materiale di autoprotezione dei soccorritori: guanti, mascherine, occhiali di protezione, camici sterili e tute protettive
- semplice materiale diagnostico, tra cui sfigmomanometro, fonendoscopio, saturimetro, pila ottica e monitor multiparametrico.
- presidi di immobilizzazione dei traumi: steccobende, collarini cervicali, barella cucchiaio, tavola spinale con ragno e fermacapo, estricatore (KED), materassino a depressione
- presidi per il trasporto dei pazienti: barella, barella cucchiaio, sedia portantina, coltrino e tavola spinale.

In caso di presenza a bordo di personale medico-sanitario la strumentazione di bordo viene ampliata con elettromedicali specifici, come il defibrillatore manuale, e con una serie di farmaci sia generici sia specifici per il paziente trasportato.
Nel comparto guida, inoltre, sono usualmente presenti i sistemi di radiocomunicazione, i comandi per l'attivazione dei lampeggianti, della sirena e dei fari di illuminazione esterna, un estintore, attrezzi da lavoro, torce e fiaccole antivento e i fumogeni di segnalazione in caso di intervento con l'elisoccorso.
Al 2025, alcuni Paesi europei stanno sperimentando l'adozione della TAC già a bordo delle ambulanze per il trattamento tempestivo dell'ictus, in cui la variabile tempo gioca un ruolo decisivo. Le immagini sono visionate da remoto da uno specialista, mentre il personale a bordo del mezzo somministra l'attivatore tissutale del plasminogeno, effettua test laboratoristici point-of-care e il triage per identificare i pazienti candidabili a trombectomia.

## Ambulanze militari

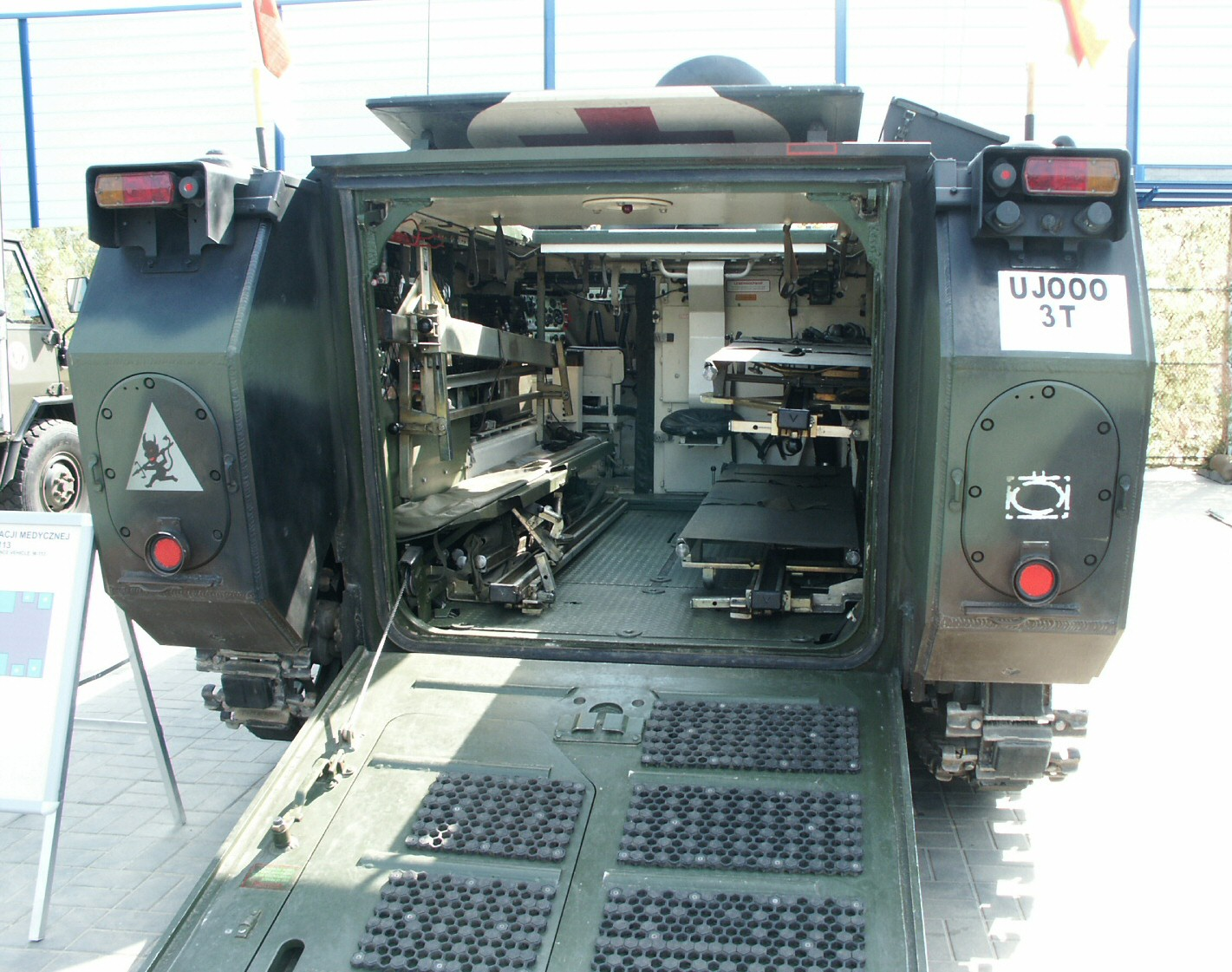
Ambulanza del corpo militare polacco; si noti il simbolo "protettivo" della Croce Rossa sul tettuccio ribaltato.

Le Convenzioni di Ginevra stabiliscono l'inattaccabilità dei mezzi di trasporto sanitario (autoambulanze, treni ospedali, aeromobili sanitari e le navi ospedale) e delle strutture di soccorso.
Per usufruire di tale protezione, le ambulanze sia civili che militari, così come tutti gli altri mezzi di soccorso, devono esporre uno degli emblemi protettivi previsti dalle convenzioni stesse (Croce rossa - Mezzaluna Rossa e dal 2005 il Cristallo Rosso in campo bianco); in tal caso l'emblema della Croce Rossa svolge una funzione protettiva. L'uso di tale emblema è previsto per le unità sanitarie delle Forze Armate e della Società di Croce Rossa e Mezzaluna Rossa ma potrà essere esteso ad altre associazioni appositamente autorizzate e posto sotto il controllo dei governi firmatari. In caso di conflitto armato anche gli stessi veicoli della Croce Rossa esporranno l'emblema nella sua forma pura e più grande, sostituendo o affiancando l'emblema di dimensioni più piccole utilizzato in tempo di pace, con funzione distintiva ad indicare la specificità delle Società di Croce Rossa e Mezzaluna Rossa.
Solitamente, le ambulanze militari degli stati aderenti alle Convenzioni di Ginevra adottano il simbolo protettivo permanentemente. Nessun mezzo di trasporto sanitario ancorché allestito su scafo corazzato o destinato precedentemente al combattimento può essere dotato di equipaggiamenti offensivi tipici dei veicoli da combattimento e nell'impiego dovrà comunque astenersi da qualunque atto di violenza bellica: non è concessa loro nessuna capacità offensiva.

## Nel mondo
Sono diversi i sistemi di classificazione associati alle ambulanze; la normativa europea, ad esempio, prevede la loro suddivisione in tre categorie in funzione dell'uso che deve esserne fatto:

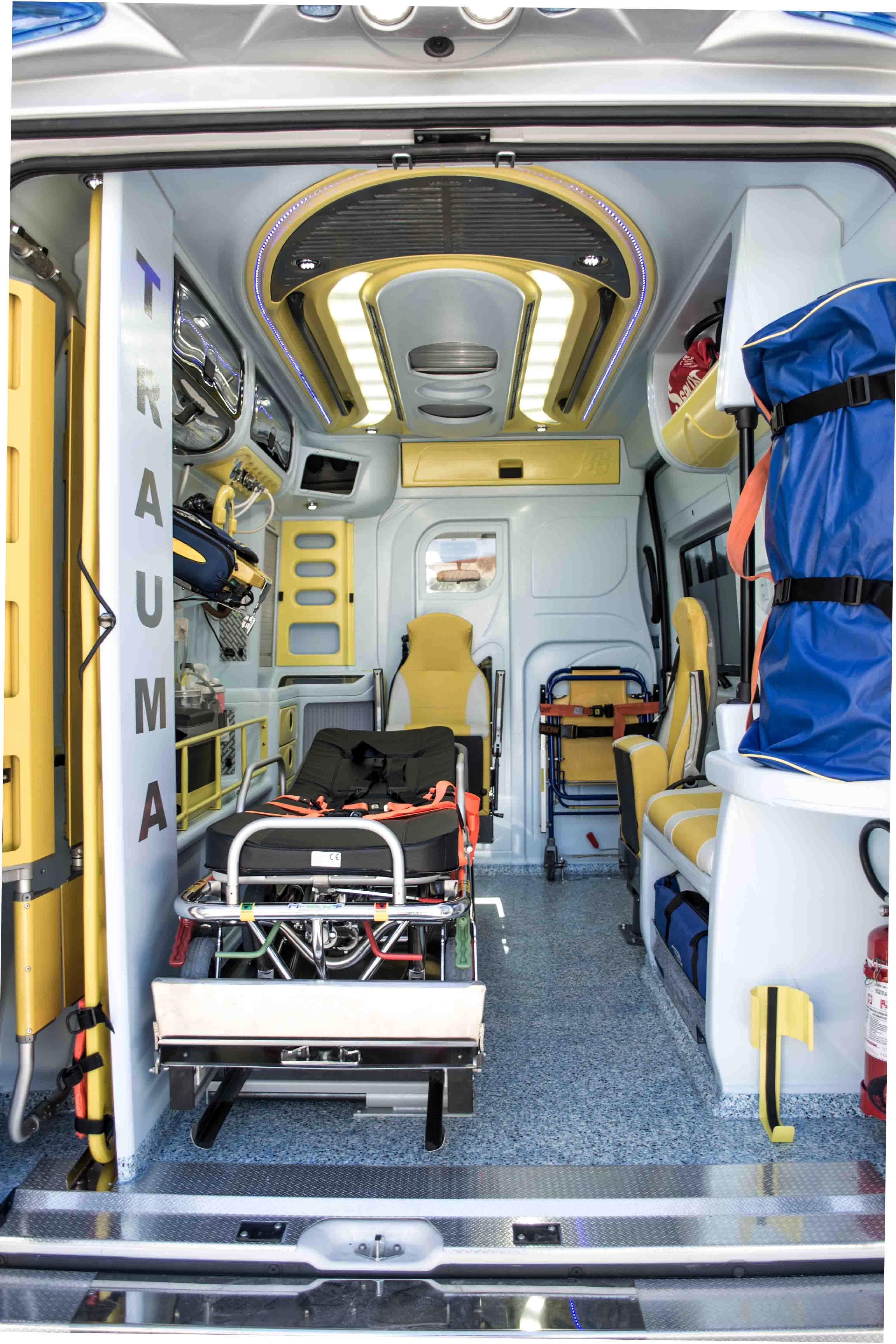
Il vano sanitario di un'ambulanza realizzata su Fiat Ducato 2015

- Il vano sanitario di un'ambulanza realizzata su Fiat Ducato 2015tipo A, autoambulanza per il trasporto di pazienti, attrezzata per il trasporto di pazienti non gravi, divisa a sua volta in
  - tipo A1: adatta per il trasporto di un singolo paziente
  - tipo A2: adatta per il trasporto di uno o più pazienti su barella/e e/o sedia/e;
- tipo B, autoambulanza per il pronto soccorso, per il servizio di emergenza e per il trasporto, il trattamento di base ed il monitoraggio dei pazienti gravi;
- tipo C, unità mobile di terapia intensiva, per il trasporto, il trattamento avanzato ed il monitoraggio dei pazienti gravi; questo mezzo di trasporto viene anche chiamato centro mobile di rianimazione.

Ogni ambulanza è divisa tra il compartimento guida, occupato dall'autista e da un eventuale passeggero, e il vano sanitario posteriore, che viene occupato dai soccorritori e dai pazienti trasportati. Il vano sanitario deve essere separato dalla cabina di guida mediante un divisorio, in cui possono essere inseriti vetri di sicurezza e una porta o uno sportello a chiusura scorrevole a perfetta tenuta.

### Italia
In Italia la costruzione delle ambulanze è regolamentata dal Decreto Ministeriale 553 del 1987, che ne individua tre tipologie:
- tipo A, autoambulanza di soccorso, attrezzata per il trasporto di infermi o infortunati e per il servizio di pronto soccorso 118, dotate di specifiche attrezzature di assistenza;
- tipo A1, autoambulanza di soccorso per emergenze speciali con contenute caratteristiche dimensionali destinato ad operare nei centri storici ed in altre circostanze definite dal competente Ministero della sanità ( allegato tecnico al D.M. del 20.11.1997 N 487)
- tipo B, autoambulanza di trasporto, attrezzata essenzialmente per il trasporto di infermi o infortunati, con eventuale dotazione di semplici attrezzature di assistenza.

Da notare che il D.M. 553 non individua la tipologia Unità di terapia intensiva.
Le ambulanze di soccorso vengono usualmente categorizzate, in base all'equipaggio e ad alcune strumentazioni particolari presenti a bordo, in:
- MSB, Mezzi di Soccorso di Base con a bordo solo soccorritori e dotate dei presidi per il soccorso di base, in alcune Regioni è classificato MSB anche l'ambulanza infermieristica. Essendo la materia di competenza delle singole regioni, il numero minimo di soccorritori che deve comporre l'equipaggio può variare tra due e tre, eventualmente integrati da altri soccorritori in corso di formazione; per la stessa ragione, anche i requisiti formativi minimi sono molto variabili tra regione e regione;
- MSI, Mezzi di Soccorso Intermedio o Infermieristico con a bordo, oltre ai soccorritori (di cui uno nelle vesti di autista) anche un infermiere, solitamente con formazione di area critica;
- MSA, Mezzi di Soccorso Avanzato con a bordo soccorritori (di cui uno nelle vesti di autista), un infermiere e un medico entrambi specializzati in anestesia-rianimazione; sono spesso attrezzate con presidi sanitari di competenza medica, come ad esempio un defibrillatore manuale o il necessario per l'intubazione.
- Da pochi anni si sta diffondendo sempre più il sistema dell'invio di automedica, un'autovettura che trasporta il medico del Servizio di Emergenza Territoriale direttamente sul posto, la quale va ad affiancarsi nell'intervento al mezzo MSB o MSI allo scopo di massimizzare la qualità e la velocità del servizio e di garantire ulteriore dinamicità alla figura del medico sul territorio di sua competenza.
- Dal 2021 L'ARES 118 (Azienda Regionale per l'Emergenza Sanitaria della regione Lazio) ha sostituito la denominazione della categoria dei propri mezzi e dei mezzi in convenzione; i mezzi MSA sono stati denominati ASM (ambulanza soccorso medicalizzata) mentre i mezzi MSB sono stati denominati ASI (ambulanza soccorso infermieristica), resta invariata l'AM (automedica).

Un'ulteriore tipologia di ambulanza è denominata "Centro Mobile di Rianimazione" o "Unità Mobile di Terapia Intensiva", ospita a bordo attrezzature ed elettromedicali dedicati a un'assistenza avanzata per monitore pazienti in condizioni critiche al pari di un "normale" reparto ospedaliero di Terapia Intensiva, e a bordo del mezzo di soccorso vi si trovano 1 o 2 soccorritori (uno dei quali Autista) appositamente addestrati e formati a questa tipologia di servizio forniti dalla Associazione o Ente proprietaria della Ambulanza, un Medico Rianimatore proveniente spesso da un reparto ospedaliero di Terapia Intensiva o dal Pronto Soccorso e un Infermiere di area critica appositamente addestrato. Questa tipologia di ambulanza, normalmente non è utilizzata per espletare il servizio di 118, ma è utilizzata come vero e proprio reparto di rianimazione mobile durante trasferimenti anche di lunga percorrenza tra ospedali.
Le dimensioni minime del vano sanitario delle ambulanze di tipo A sono, con l'esclusione delle attrezzature e degli arredi:
- lunghezza 2,40 m e larghezza 1,60 m, misurate ad un metro di altezza dal piano di calpestio.
- altezza 1,75 m, misurata in una fascia centrale ampia 90 cm, lunga 2 m e di superficie pari a 2,4 m2).

Nelle autoambulanze di tipo B il compartimento sanitario deve essere capace di contenere, tenuto conto delle esigenze del trasporto, almeno una barella a norma UNI di dimensioni non inferiori a 1,85 per 0,56 m.
La normativa sulle caratteristiche delle ambulanze comprende anche un successivo decreto del 1997 che aggiorna e integra il precedente, definendo le ambulanze di soccorso per emergenze speciali come veicoli adibiti al trasporto, al trattamento di base e al monitoraggio dei pazienti.
Tra queste ricadono le autoambulanze di soccorso di proprietà o in uso al servizio 118 - Emergenza Sanitaria delle ASL, ad ospedali, cliniche, Croce Rossa Italiana o ad associazioni di pubblica assistenza o volontaristiche riconosciute, come ad esempio ANPAS, Misericordie o Croce Bianca Milano.
Il colore delle ambulanze deve essere bianco; i mezzi devono avere lungo tutto il perimetro una fascia di pellicola retroriflettente vinilica autoadesiva di colore arancione e il simbolo internazionale del soccorso Stella della vita con fondo di colore azzurro e retroriflettente su ogni fiancata nonché anteriormente e posteriormente, dove deve essere inoltre presente la scritta speculare AMBULANZA. Le ambulanze della Croce Rossa Italiana, con targa ministeriale CRI, hanno invece la banda laterale riflettente rossa e la croce rossa sui tre lati, al posto della stella della vita.
Le ambulanze devono essere dotate infine di un dispositivo supplementare di segnalazione visiva a luce lampeggiante blu e di quello di allarme previsti dall'articolo 177 del codice della strada: si tratta dei lampeggianti blu omologati presenti su tutti i mezzi di emergenza e di una sirena bitonale, con "melodia" uguale a quella dei vigili del fuoco ma diversa rispetto a quella delle forze dell'ordine.